# Entiat
Entiat (Sintia'tkumuk, Sintiatqkumuhs, Inti-etook, Intietooks), /=rapid wateers/ jedna od skupina Indijanaca s rijeke Entiat u Washingtonu, vjerojatno srodni Chelan i Wenatchee Indijancima, porodica Salishan. Prema Verne Rayu. poznavaocu plemena Sjeverozapadne obale, Entiati su poseban narod. Jedna od njihovih bandi nazivala se Sinialkumuhs (kod Swantona Sinia'lkumuk) a Swanton ih klasificira u Wenatcheeje.
Tijekom proljeća i jeseni stacionirali bi se po ribarskim logorima gdje su se uglavnom bavili lovom na losose, a u ostalim sezonama kopali bi korijenje, sakupljali boobice i lovili jelene, medvjede i drugu divljač.
Prve kontakte s Europljanima imaju na početki i sredinom 19. stoljeća, to su bili prvi traperi i misionari. Godine 1855. njihov poglavica La-Hoom ili La Hoompt potpisao je Yakima ugovor, nakon čega je dio njih preseljen na jezero Chelan. Jedan od preseljenih ljudi bio je i John Wapato. On je bio poznatiji poglavica po kojem je prozvan Wapato Point blizu Mansona na jezeru Chelan. 
Danas žive na rezervatu Colville kao jedno od 12 plemena konfederacije Colville. Obitelj Wapato je i danas najpoznatija u plemenu Entiat.